# Grupo Atlacomulco
El Grupo Atlacomulco es una agrupación de políticos mexicanos miembros del Partido Revolucionario Institucional (PRI) que tendrían su campo de acción en el Estado de México. Se ha hecho mención a que su principal líder y mentor fue Carlos Hank González. Ninguno de los supuestos miembros de este grupo ha aceptado su existencia, negándolo reiteradamente. 
Supuestamente una profetisa habría dado origen a la anécdota que alimentó el conocimiento del Grupo Atlacomulco, como se menciona en un fragmento del libro Negocios de familia, autoría de Francisco Cruz y el investigador  Jorge Toribio Cruz Montiel, experto en el tema sobre el Grupo Atlacomulco, autor de los libros El Grupo Atlacomulco, secretos (Editorial Ágora, 2000) y El Grupo Atlacomulco, revelaciones 1915 - 2006 (Editorial Ágora, 2006).

En 1940, doña Francisca Castro Montiel, vidente del pueblo, reunió a los notables del municipio para profetizarles con voz de arcano mayor: «Seis gobernadores saldrán de este pueblo. Y de este grupo compacto, uno llegará a la Presidencia de la República».

No obstante, la vidente pudo aprovechar su conocimiento de la política local, dado que el Grupo Atlacomulco aparentemente fue creado en 1915 al calor de los años de la Revolución mexicana por Maximino Montiel Olmos (alcalde de Atlacomulco en 1924, 1927, 1930, 1931 y 1942 por Ministerio de Ley), para después heredar el control de la agrupación a Isidro Fabela Alfaro (político, diplomático, jurista y exgobernador del Estado de México entre 1942 y 1945), quien al ser gobernador interino y después constitucional del Estado de México, inundó su gabinete con personajes oriundos de Atlacomulco, situación que marcó al nuevo grupo en el poder como el Grupo Atlacomulco. 
El fallecimiento de Carlos Hank, se menciona como la probable razón principal de que el grupo tuviese una lucha por el liderazgo de este, que se manifestaría con los enfrentamientos públicos entre algunos de sus miembros.
Otros mencionan que al final, el Grupo Atlacomulco no es una organización como tal, con estructura, reglas, liderazgo y jerarquía formal, más bien es un término de prensa para representar a supuestos nexos laborales y familiares de algunos políticos del dicho estado. 
Sin embargo el investigador Jorge Toribio Cruz Montiel demuestra la existencia del Grupo Atlacomulco con base a la construcción de una teoría política en donde marca que la agrupación está unida, tiene liderazgo y jerarquías formales (El Grupo Atlacomulco, revelaciones 1915-2006). 
Los gobernadores del Estado de México que han sido originarios de Atlacomulco fueron:
- Isidro Fabela Alfaro (1942-1945)
- Alfredo del Mazo Vélez (1945-1951)
- Salvador Sánchez Colín (1951-1957)
- Alfredo del Mazo González (1981-1986)
- Arturo Montiel Rojas (1999-2005)
- Enrique Peña Nieto (2005-2011)
- Alfredo del Mazo Maza (2017-2023)

La mayoría de ellos fueron precandidatos a la Presidencia de la República por el Partido Revolucionario Institucional y Enrique Peña Nieto fue presidente de México de 2012 a 2018.
Carlos Hank González no nació en Atlacomulco pero fue abrigado por los hombres de Atlacomulco cuando vivió gran parte de su vida ahí al inicio de su carrera y como profesor. Entre sus protectores, quienes lo introdujeron a la agrupación, se recuerda a Maximino Montiel Olmos, Isidro Fabela Alfaro y Salvador Sánchez Colín.